# Кожина, Маргарита Николаевна
Маргари́та Никола́евна Ко́жина (1 августа 1925, Кыштым, Челябинская область — 11 августа 2012, Пермь) — советский и российский лингвист, доктор филологических наук, профессор (1973), заслуженный деятель науки РСФСР (1991), создатель Пермской школы функциональной стилистики, известной в России и за её пределами, заведующая кафедрой русского языка и общего языкознания (1971—1982), основатель и заведующая кафедрой русского языка и стилистики (1982—1993) филологического факультета Пермского университета.

## Биография
М. Н. Кожина родилась 1 августа 1925 года в городе Кыштым Челябинской области в семье ученого-лесовода.
В 1948 году окончила историко-филологический факультет Молотовского университета; дипломная работа была посвящена стилю романа М. А. Шолохова «Тихий Дон». Обучалась в аспирантуре ЛОИЯ АН СССР, защитила кандидатскую диссертацию «Морфология глагола в „Ведомостях“ петровского времени».
В 1970 году защитила в МГУ докторскую диссертацию «Проблемы специфики и системности функциональных стилей речи».
В октябре 1971 года возглавила кафедру русского языка и общего языкознания филологического факультета Пермского университета, став преемницей М. А. Генкель. Руководила кафедрой 22 года. С 1973 года — профессор по кафедре русского языка и общего языкознания.
C 1982 по 1993 год — заведующая кафедрой русского языка и стилистики (возникшей в результате отделения от кафедры русского языка и общего и языкознания ПГУ кафедры общего и славяно-русского языкознания, созданной Л. Н. Мурзиным).
11 августа 2012 года скончалась в Перми.

## Научная деятельность
Вся деятельность связана с Пермским университетом, где она прошла путь от ассистента до почётного профессора. 22 года руководила кафедрой русского языка и стилистики в ПГУ. Читала лекции по лексике, синтаксису, стилистике, истории русского литературного языка, а также различные спецкурсы.
В начале 1960-х гг. одна из первых в советском языкознании обратилась к разработке проблем функционирования языка, к речеведческой проблематике, формированию нового научного направления – функциональной стилистике, в том числе исторической (диахронической) стилистике, сопоставительной стилистике, речеведению. Определила основные понятия и категории стилистики: специфика и речевая системность функциональных стилей, экстралингвистические основы на базе комплексного междисциплинарного подхода. Под её редакцией издано 20 выпусков межвузовских сборников и ряд монографий.
М. Н. Кожина много лет работала членом Головного Совета по филологии при Министерстве образования, являлась активным членом редколлегий международных журналов Stylistyka, «Стил».
С 1990-х годов она участвовала в разработке международной научной программы «Синтез славянской стилистики» (с центром в Польше).
В библиографии Маргариты Николаевны Кожиной более 200 научных трудов в области стилистики русского языка, в т. ч. семь монографий. Она является автором первого в стране учебника по стилистике — «Стилистика русского языка» (1977).

## Основные работы
- О специфике художественной и научной речи в аспекте функциональной стилистики (1966).
- К основаниям функциональной стилистики (1968).
- О речевой системности научного стиля сравнительно с некоторыми другими (1972).
- Стилистика русского языка (1-е изд. 1977; 2-е изд. 1983; 3-е изд. 1993). Учебник переведен на несколько языков и награждён бронзовой медалью ВДНХ.
- О диалогичности письменной научной речи (1986).
- О функциональных семантико-стилистических категориях (1987).
- Очерки истории научного стиля русского литературного языка XVIII-XX вв. (Т.1. 1994; Т.2, ч.1. 1996; Т.2, ч.2. 1998 (в соавт.).
- Речеведческий аспект теории языка (1998).
- Пути развития стилистики русского языка во 2-й половине XX в. (1997).